# Desierto occidental

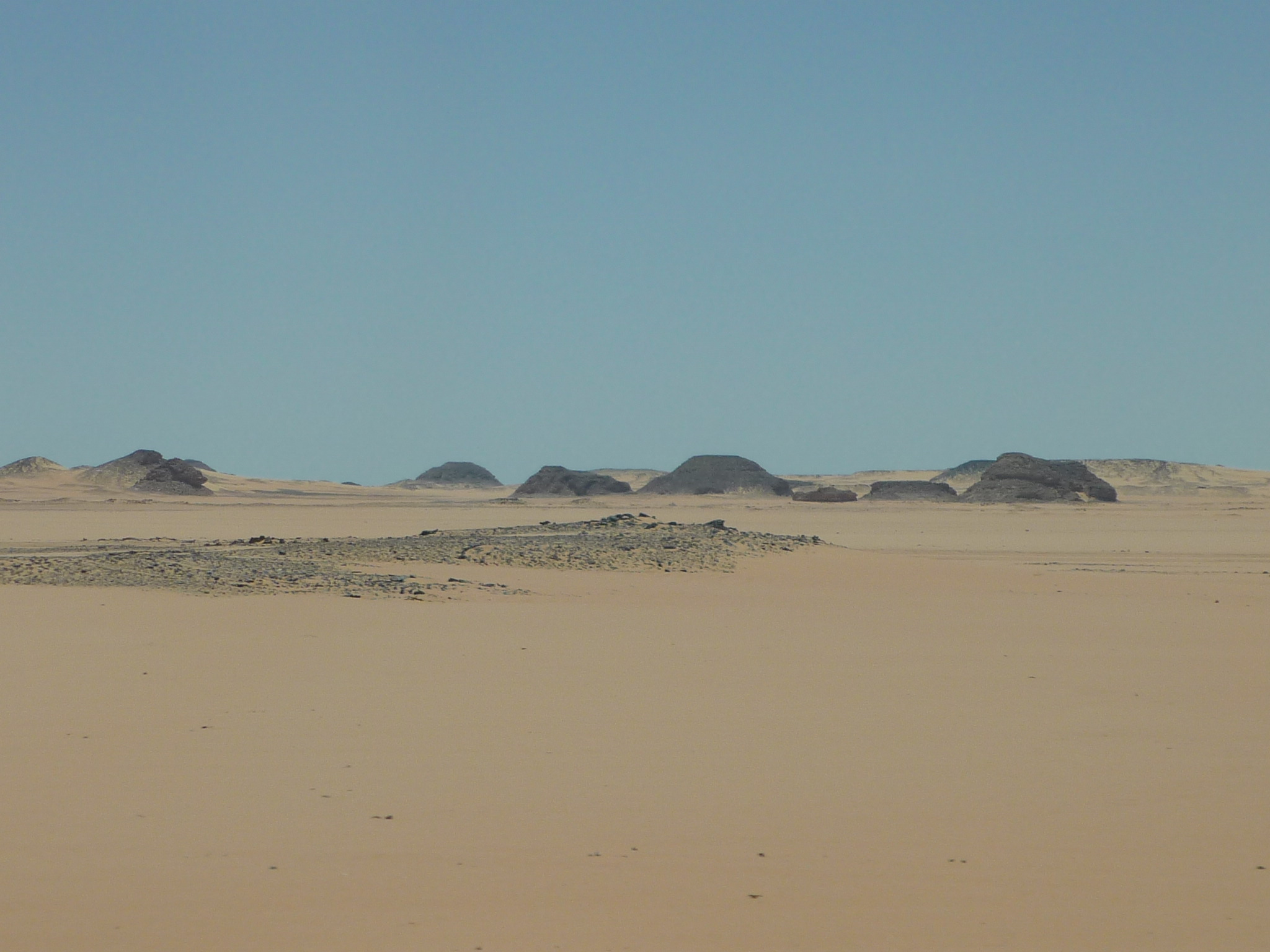
Desierto, cerca de Abu Simbel, Egipto

El desierto occidental es un área del Sáhara en Egipto que se encuentra al oeste del río Nilo, hasta la frontera con Libia, y al sur desde el mar Mediterráneo hasta la frontera con Sudán. Se nombra en contraste con el Desierto Oriental que se extiende hacia el este desde el Nilo hasta el Mar Rojo. El desierto occidental es principalmente un desierto rocoso, aunque una zona de desierto arenoso, conocida como el Gran Mar de Arena, se encuentra al oeste frente a la frontera con Libia. El desierto cubre un área de 680,650 km, que es dos tercios de la superficie terrestre del país. Su elevación más alta es de 1,000 m (3.300 ft), en la meseta de Gilf Kebir, en el extremo suroeste del país, en la frontera entre Egipto, Sudán y Libia. El desierto occidental es árido y deshabitado salvo por una cadena de oasis que se extienden en un arco desde Siwa, en el noroeste, hasta Jariyá en el sur. Ha sido escenario de conflictos en los tiempos modernos, particularmente durante la Segunda Guerra Mundial.

## Geografía

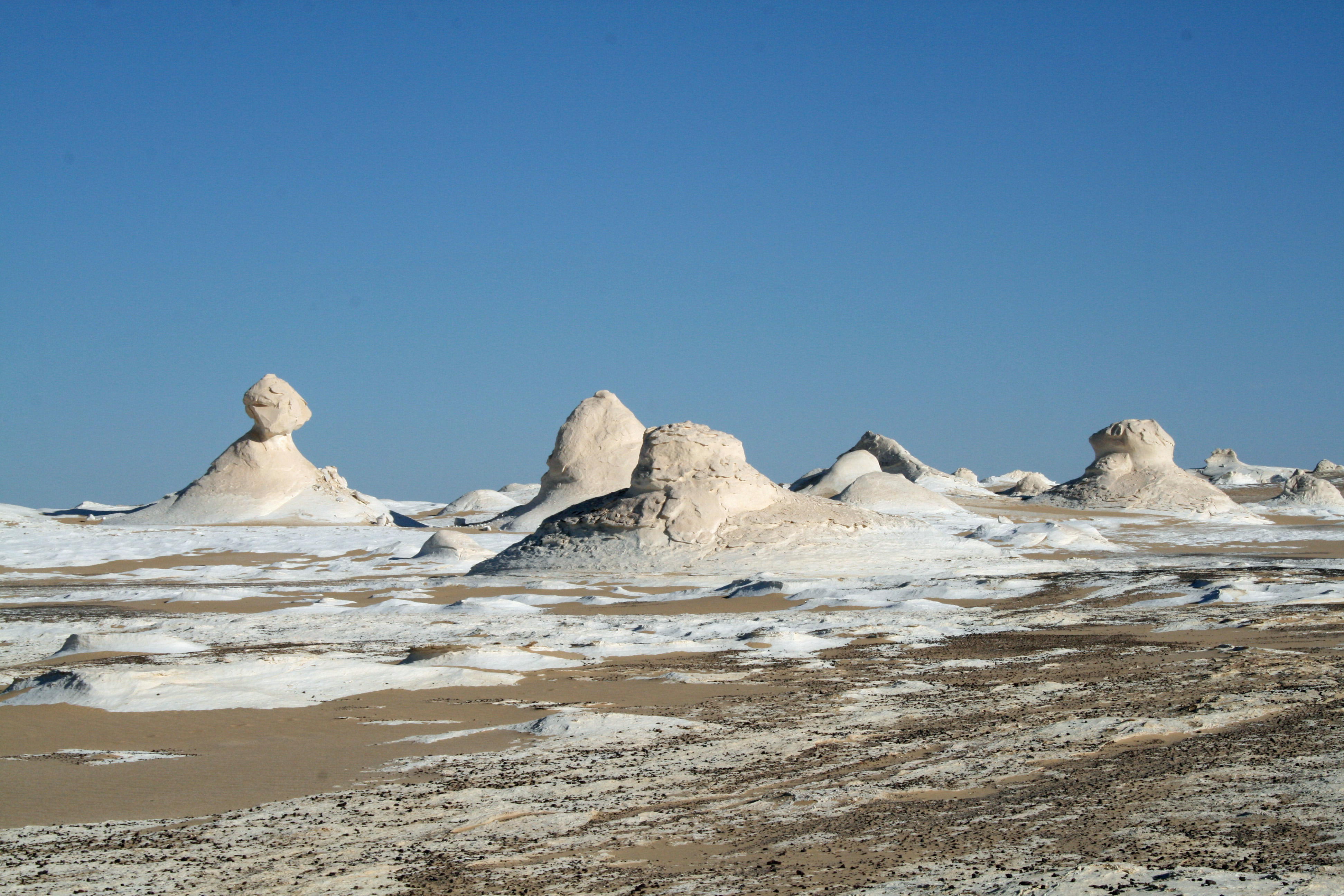
Formaciones rocosas en el Desierto Blanco

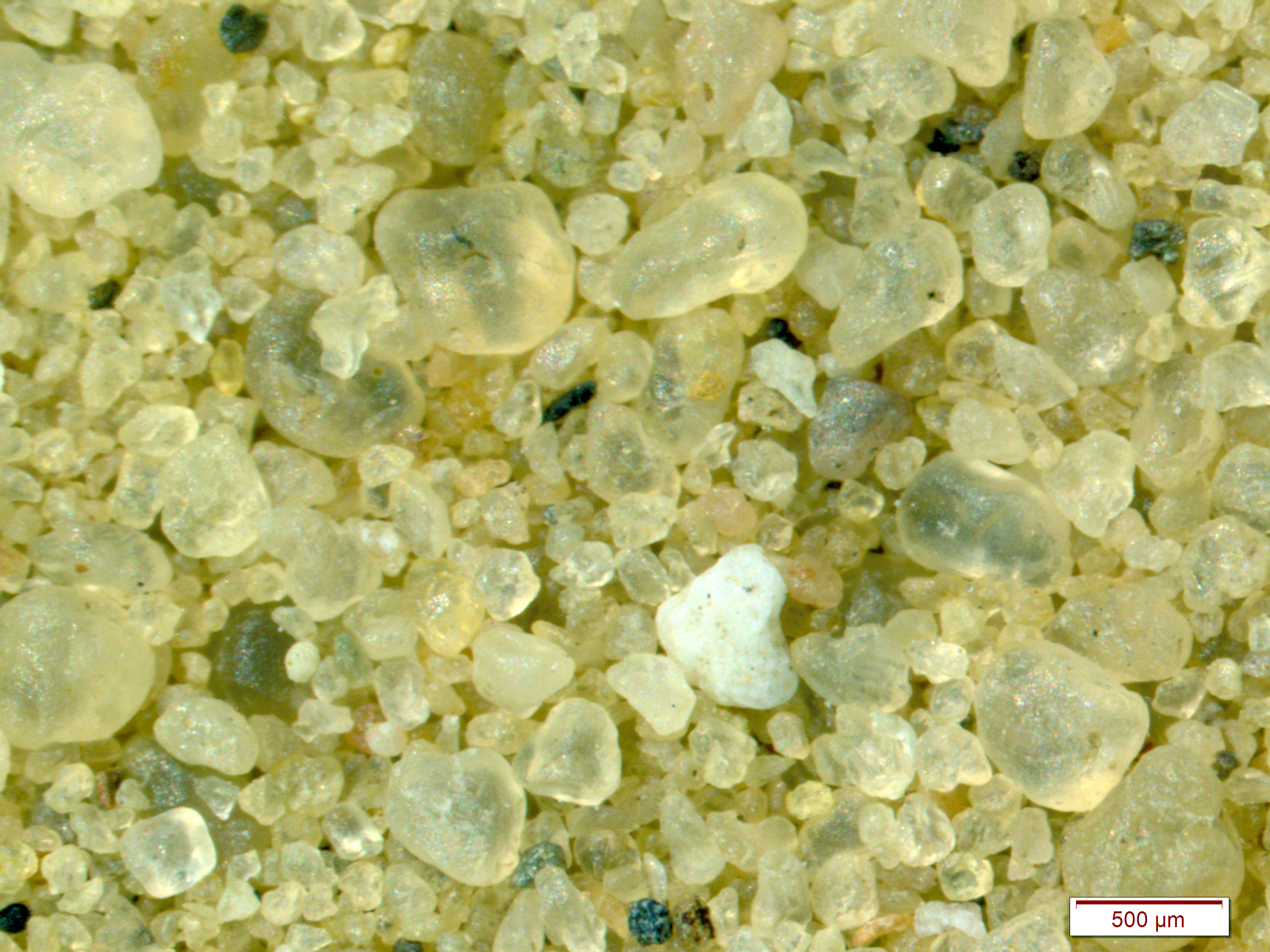
Arena rica en cuarzo del desierto occidental cerca de Sakkara, Egipto.

Administrativamente, el desierto occidental está dividido entre varias gobernaciones; en el norte y el oeste, la gobernación de Matrú administra el área desde el sur del Mediterráneo hasta aproximadamente 27° 40' de latitud N, y la gobernación del Nuevo Valle desde allí hasta la frontera con Sudán, mientras que la parte este del desierto occidental se encuentra en las gobernaciones de Guiza, Fayún, Beni Suef y Menia.
La región es descrita como «una meseta de unos 152,4 m sobre el nivel del mar, estéril, sembrado de escombros y rocas, de color marrón oscuro, ocasionalmente salpicado de matorrales y, a primera vista, plano». También, que poca parte del área se ajusta a «la vista romántica ... el paisaje hollywoodense de dunas formadas por el viento con oasis ocasionales bordeados de palmeras» (aunque tales áreas existen en el Mar de Arena, donde las dunas están esculpidas en formas fantásticas); el área también es la ubicación de una serie de oasis creados donde la tierra se sumerge lo suficiente para encontrarse con un acuífero. Estos se encuentran en un arco desde Siwa, en el noroeste cerca de la frontera con Libia, hasta Bahariya, Farafra, Dakhla y luego Kharga en el sur. Al este de Siwa se encuentra la depresión de Qattara, una zona baja salpicada de marismas y que se extiende 310 km de oeste a este y 135 km de norte a sur. Más al este, cerca del Nilo, otra depresión da lugar al oasis de Fayún, una zona densamente poblada separada del valle principal del Nilo.
Al sur, más allá del oasis de Bahariya, se encuentra el Desierto Negro, un área de colinas volcánicas negras y depósitos de dolerita. Más allá de esto, al norte de Farafra, se encuentra el Desierto Blanco, un área de formaciones de roca de tiza esculpidas por el viento, que dan nombre a la zona. Al sur de Kharga, la meseta se eleva hacia Gilf Kebir, una región de las tierras altas que se extiende a lo largo de la frontera entre Egipto y Sudán y que alberga sitios prehistóricos como la Cueva de los Nadadores.
En el suroeste, cerca del punto donde se unen las fronteras de Libia, Sudán y Egipto, hay un área de vidrio líbico, que se cree que se formó por el impacto de un meteorito en Kebira, sobre la frontera con Libia.
El Gran Mar de Arena es un área de desierto arenoso con forma de pulmón que se encuentra a horcajadas en la frontera con Libia, 320 km (200 mi) tierra adentro del Mediterráneo. El mar está dividido por una larga península de desierto rocoso a lo largo de la frontera, dejando el lóbulo oriental en Egipto y el occidental en Libia, donde se le llama desierto de Calanshio. En el lado egipcio se extiende desde un punto al sur de Siwa por 640 km (400 mi) hacia el interior, hasta un punto al norte del Jebel Uweinat.

## Nombre
El Desierto Occidental fue conocido históricamente como el "Desierto de Libia", tomando su nombre de la antigua Libia, que se encontraba entre el Nilo y la Cirenaica. Con la formación del estado de Libia, el término "desierto occidental" ha llegado a describir la parte del Sahara en Egipto.
Para los antiguos griegos, el término Libia describía todo el litoral sahariano al oeste del Nilo hasta las montañas del Atlas. En la época romana, el término Libia se limitaba a Cirenaica y la región entre allí y Egipto, organizada como las provincias de Libia Superior y Libia Inferior. El término Desierto de Libia se aplicó luego al área al sur de estas provincias. Esto se convirtió en un nombre inapropiado durante la época colonial cuando Cirenaica y la tierra al oeste se organizaron como la colonia italiana de Libia en 1911, y el término Desierto Occidental, utilizado para describir el área dentro de Egipto, se volvió más común.
Playfair describió el desierto occidental de 1940 como de 390 km de ancho (es decir, desde el Nilo hasta la frontera con Libia) y 240 km (150 mi) desde el Mediterráneo hasta la latitud de Siwa, mientras que la región al sur se conocía como el Desierto Interior. Sin embargo, durante la Segunda Guerra Mundial, el término Desierto Occidental pasó a aplicarse no solo al desierto costero de Egipto, sino también al área en disputa en Libia, que va más allá de la frontera entre Egipto y Libia hasta Gazala, Cirenaica e incluso El Agheila.
El uso contemporáneo del término se refiere a todo el desierto de Egipto al oeste del Nilo.

## Historia

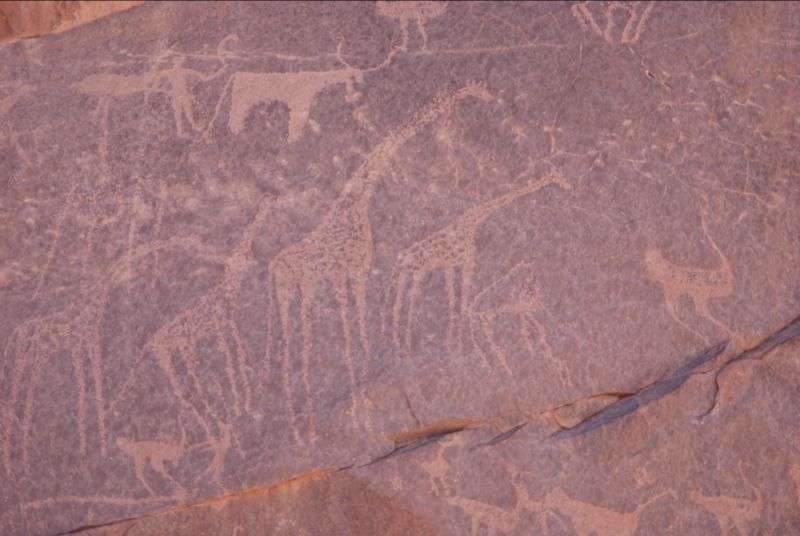
Grabados rupestres en Gilf Kebir

En tiempos prehistóricos, se cree que el desierto occidental era una pradera semiárida, hogar de animales de la sabana y cazadores-recolectores. Se puede encontrar evidencia de abundante vida silvestre en las pinturas rupestres de Gilf Kebir. Se cree que el pastoreo excesivo y el cambio climático llevaron a la desertificación y la geografía actual. Incluso después de esto, sin embargo, los oasis permanecieron habitados, y el Museo de Antigüedades de Kharga tiene artefactos que datan de tiempos anteriores a los primeros reinos egipcios.
En la antigüedad, se consideraba que el área estaba bajo la jurisdicción del reino de Egipto, y los restos egipcios se pueden encontrar en todos los oasis. En el 525 a. C., una expedición del rey persa Cambises II se perdió en el desierto mientras buscaba el Oráculo de Amón, en Siwa. En 333 el Oráculo de Amón fue visitado por Alejandro Magno, donde fue confirmado como hijo de Amón.
Con la absorción del reino de Egipto en el Imperio Romano, la región desértica se organizó en la provincia de Libia Inferior, mientras que Cirenaica se convirtió en Libia Superior. Con el tiempo, la región quedó bajo la jurisdicción de los bizantinos y sus sucesores, los árabes, mamelucos y turcos. En 1882, el reino de Egipto se convirtió en un protectorado británico, y en 1912 Italia reclamó el territorio al este como colonia de Libia.

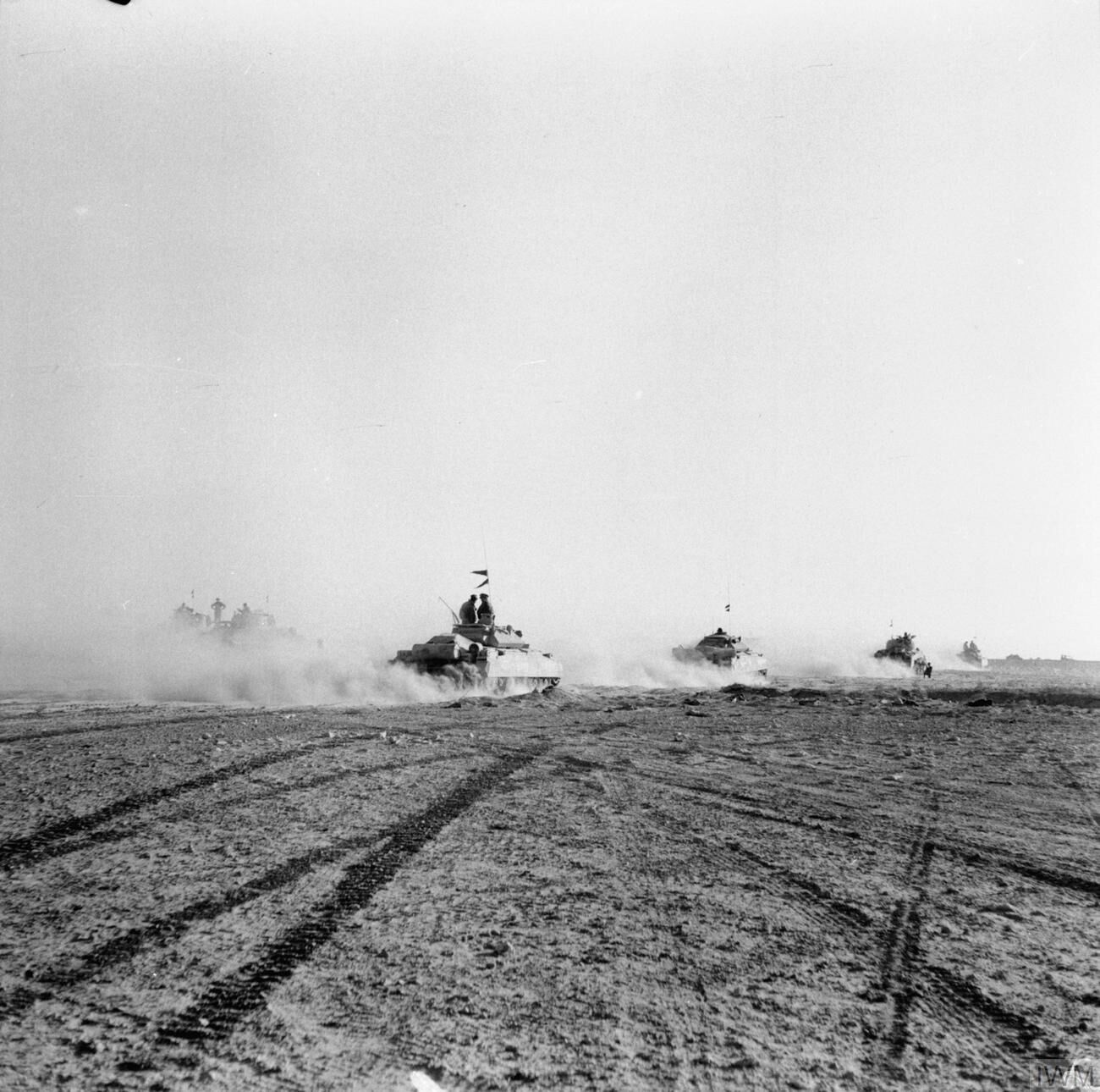
Compromiso de tanques durante la campaña del desierto occidental

En el siglo XX, el desierto occidental se convirtió en un escenario de conflicto; durante la Primera Guerra Mundial fue el lugar de la Campaña del Senussi contra británicos e italianos. La década de 1930 vio un aumento de las expediciones de exploración y cartografía por parte de oficiales del ejército británico, como Ralph Bagnold y Pat Clayton, sentando las bases para las operaciones en tiempo de guerra de fuerzas como el Grupo del Desierto de Largo Alcance. Este período también estuvo marcado por la búsqueda de Zerzura, un oasis mítico en las profundidades del desierto. Durante la Segunda Guerra Mundial, desde junio de 1940 hasta noviembre de 1942, fue la ubicación de la Campaña del Desierto Occidental librada entre las potencias del Eje (Italia y Alemania) y los Aliados Occidentales (principalmente Gran Bretaña y países de la Commonwealth, un total de 15 naciones), hasta la victoria aliada en noviembre de 1942.
En los tiempos modernos, el gobierno egipcio ha fomentado los asentamientos en los oasis y ha realizado estudios en busca de minerales, en particular petróleo.